# Schwarzbach (Auengrund)
Schwarzbach ist ein Ortsteil der Gemeinde Auengrund im thüringischen Landkreis Hildburghausen. Der Ort hat etwa 470 Einwohner und liegt auf einer Höhe von 460 m ü. NN. Ortsteilbürgermeister ist der Gemeinderatsabgeordnete Steffen Hanf.

## Lage
Schwarzbach liegt nördlich der B 4 zwischen Schleusingen und Eisfeld und ist etwa 2,5 Kilometer vom Ortszentrum von Auengrund entfernt. Etwa zwei Kilometer westlich des Dorfs liegt die Talsperre Ratscher, der nächstgelegene Ort Merbelsrod liegt etwa 1,5 Kilometer östlich von Schwarzbach. Obwohl die Autobahn 73 nur 800 Meter westlich des Ortes durch ein Waldgebiet verläuft, ist die nächste Anschlussstelle (Eisfeld-Nord) 7,5 Kilometer vom Ort entfernt.

## Geschichte
Erstmals urkundlich erwähnt wurde Schwarzenbach 1317, um 1400 wurde das Schloss im Dorf erbaut, in dem die 1720 erbaute Schloßbrauerei noch heute untergebracht ist. Im 16. Jahrhundert waren die Kirche und der Ort bereits Ziel von Wallfahrern.
Am 10. Januar 1721 wurde Schwarzbach das Schank- und Braurecht erteilt, nachdem sich das Brauhaus der Schloßbrauerei gegründet hatte. Im Deutschen Krieg 1866 belieferte die Brauerei die bayerische Armee, sodass in Schwarzbach gelegentlich Bayern und Preußen gemeinsam Bier tranken. Dies bildete den Stoff für die Komödie Olviretki Schleusingenissa (dt. „Bierfahrt nach Schleusingen“) des finnischen Nationaldichters Aleksis Kivi.

## Sehenswürdigkeiten
- Dorfkirche Schwarzbach (Auengrund)

## Sonstiges
Am 1. Mai 1890 wurde die Schmalspurbahn Eisfeld–Schönbrunn eröffnet, deren höchster Punkt (Scheitelpunkt) der Bahnhof Schwarzbach (bahnamtliche Bezeichnung Schwarzbach (Kr. Hildbghsn.)) auf einer Höhe von 494,71 m war. Nachdem der Verkehr auf der Strecke 1973 eingestellt worden war, wurde die Strecke zurückgebaut, der Bahnhof wird heute als Wohnhaus genutzt.
Am Ortsrand von Schwarzbach befinden sich eine Kartbahn sowie der Sportplatz des ortsansässigen Sportvereins SV Eintracht Oberland.